# 中村雄蔵
中村 雄蔵（なかむら ゆうぞう、1867年5月18日（慶応3年4月15日） - 1935年（昭和10年）2月12日）は、日本の政治家、衆議院議員（1期）。

## 経歴
福岡県出身。漢学とドイツ学を修め、明治法律学校で学ぶ。台湾総督府民政局嘱託、同雇、台北県属、宜蘭庁属、臨時台湾土地調査局属、同監督官を経て、福州銀行重役となる。
1904年の第9回衆議院議員総選挙において福岡県郡部から立憲政友会公認で立候補して当選した。衆議院議員を1期務め、1908年の第10回衆議院議員総選挙には不出馬。1935年に死去した。